# 馬子先輩の言う通り
『馬子先輩の言う通り』（まこせんぱいのいうとおり）は、2015年10月10日から12月26日まで毎週土曜0:40 - 0:55（金曜深夜）にフジテレビ系で放送された日本のテレビドラマ。主演は大野いとで今作がテレビドラマ初主演。

## 概要
JRA協力のもと、ドラマ内で使われる馬名やレース名などは実在の物を使用し、実際のレースの結果によってストーリーが変化する競馬ラブコメディ。放送されなかったバージョンは公式サイトで公開された。

## ストーリー
馬にしか興味のない馬子に一目惚れした競馬初心者の岡部豊は、なんとか彼女を振り向かせようと一から競馬を勉強し、自分が選んだ馬が勝ったら付き合って欲しいと告白する。しかし、菊花賞・ジャパンカップと立て続けに予想を外し、告白は失敗に終わる。ジャパンカップの予想を外し、馬の気持ちがわからなくなった馬子は会社を去り馬事公苑で働き始める。馬子のもとを岡部が訪れ、戻ってきて欲しいと懇願するも、追い返されてしまう。後日、係長に連れてこられた岡部と言い争いになる馬子だったが、素直になれない二人を見かねた係長に一喝され話し合い、待ってほしいと岡部に告げる。馬子が会社に戻りしばらく経ったある日、二人で残業をしていると、馬子から素直な気持ちを告白され晴れて付き合うこととなった。人と付き合った経験がない馬子はどうすればよいかわからず、同僚に相談すると、競馬をやっているとモテないと言われ競馬のことを忘れ女らしくなろうとするが、馬のことが好きな馬子のことを好きだった岡部から別れて欲しいと告げられる。それでも馬子のことが気になる岡部は、馬子と同僚たちとの合コンを監視し、合コン後相手に連れていかれそうになった馬子の腕を掴み、皆が集まるバー「優駿」に馬子を連れて行くと、歴代の名馬を集めたドリームレースのシミュレーションを実況し始める。すると馬子も実況に参加し、馬への情熱を取り戻すこととなった。その後、二人きりで中山競馬場に有馬記念を観戦しに行く馬子と岡部。再び馬にしか興味のなくなった馬子と、そんな彼女が好きな岡部の恋は平行線を辿りながらも、少しずつ動き始めたのであった

## キャスト

### メイン
馬子
演 - 大野いと
北海道出身の午年生まれの25歳。幼い頃に両親を事故で亡くし、知り合いの生産牧場に引き取られて育つ。成人し、上京するとOLとなる。馬にしか興味がなく、人に心を開かないため友達がいない。しつこく言い寄る岡部を冷たくあしらっていたが、実は内心喜んでいた。唯一の趣味が競馬で、応援する馬を100円で1点買いし、当たっても換金はせずに集めている。馬を尊敬し、「競馬」ではなく「敬馬」と言い、データ重視の並子と度々対立する。競馬エイトと週刊Gallopを愛読している。
岡部豊
演 - 松島庄汰
23歳の会社員。ある日、休日出勤した際、休憩時間に競馬を楽しそうに観戦する馬子の姿に一目惚れする。競馬の知識は全くなかったが、馬子に近づくために競馬を勉強し始ると、馬子や「優駿」のマスターから詳しくなったと言われるまでになる。予想の方は全く駄目で、菊花賞・ジャパンカップ・朝日杯フューチュリティステークス、全て外している。
並子
演 - 小松彩夏
大企業の社長令嬢で大馬主。会社勤めは社会見学ぐらいの気持ちでいる。クオカードを餌にOL3人組を従え、過去のレース結果を全て暗記していることや、高い予想的中率（7割3分5厘）から彼女らに「ナミコンピューター」と呼ばれるも、恥かしいという理由からその呼び名を嫌っている。競馬に対する考えの違いから馬子と対立するが、嫌っているわけではなく、馬子と岡部の仲を応援している。
成田
演 - 小玉久仁子
並子に従うOL3人組の一人
目白
演 - 和田麻菜
並子に従うOL3人組の一人
小栗
演 - ゆにば
並子に従うOL3人組の一人
大川係長
演 - 原金太郎
万年係長。並子の恋人で並子からはキヨピーと呼ばれている。
谷根
演 - 半海一晃
清掃員。実は北海道の元ジョッキーで馬子の両親の親友。両親を亡くした馬子を心配し追いかけてきた。

### BAR「優駿」
マスター
演 - 永岡卓也
馬子行き付けの競馬好きが集まる会員制バー「優駿」のマスター
玉藻
演 - 水谷あつし
常連客
東海
演 - 松岡由美
常連客
深井
演 - 井内優希
常連客

### ゲスト
見栄晴
演 - 見栄晴（第6-7話）
馬子の競馬仲間。見栄晴を知らない馬子からは、本名である藤本さんと呼ばれている。
厩務員
演 - 小野ゆたか（第9話）
客
演 - 川口直人（第9話）
客
演 - 平川舞弥（第9話）
谷野
演 - 横山ルリカ（第11-12話）
馬子の同僚のOL
北
演 - 市原あやの（第11-12話）
馬子の同僚のOL
鈴鹿
演 - 加藤良輔（第12話）
合コン相手
大和
演 - 小島祐輔（第12話）
合コン相手
琵琶
演 - 羽場涼介（第12話）
合コン相手

## スタッフ
- 脚本 - 葛木英、久馬歩
- 演出 - 松木創
- 主題歌 - 長谷川万射[3]「走れ馬子先輩」
- 企画 - 赤池洋文
- プロデューサー - 栁川由起子
- 協力 - JRA
- 制作著作 - フジテレビ

## ネット局
| 放送対象地域 | 放送局           | 放送期間                  | 放送時間                     | 系列           | 備考       |
| ------------ | ---------------- | ------------------------- | ---------------------------- | -------------- | ---------- |
| 関東広域圏   | フジテレビ       | 2015年10月10日 - 12月26日 | 土曜 0:40 - 0:55（金曜深夜） | フジテレビ系列 | 制作局     |
| 山形県       | さくらんぼテレビ | 2015年10月10日 - 12月26日 | 土曜 0:40 - 0:55（金曜深夜） | フジテレビ系列 | 同時ネット |
| 岡山県       | 岡山放送         | 2015年10月10日 - 12月26日 | 土曜 0:40 - 0:55（金曜深夜） | フジテレビ系列 | 同時ネット |
| 長野県       | 長野放送         | 2015年10月17日 - 12月26日 | 土曜 2:05 - 2:20（金曜深夜） | フジテレビ系列 | 遅れネット |